# Тодор Александров (1932)
Вижте пояснителната страница за други значения на Тодор Александров.
„Тодор Александров“ с подзаглавие Юбилейно издание на Мак. млад. организация „Тодор Александров“ в гр. Пловдив е български вестник, излязъл в Пловдив, България, в единствен брой на 1 март 1932 година.
Печата се в печатница „П. К. Овчаров“ в София тираж от 2000 броя. Издаден е по повод десетгодишнината от основаването на Македонска младежка организация „Тодор Александров“. Сред авторите му са Симеон Евтимов, д-р Ж. Х. Михайлов, Михаил Мишков.